# Platt frölöpare
Platt frölöpare (Harpalus hirtipes) är en skalbaggsart som först beskrevs av Georg Wolfgang Franz Panzer 1797.  Platt frölöpare ingår i släktet Harpalus, och familjen jordlöpare. Enligt den svenska rödlistan är arten starkt hotad i Sverige. Arten förekommer i Götaland och Öland. Arten har tidigare förekommit på Gotland men är numera lokalt utdöd. Artens livsmiljö är jordbrukslandskap, stadsmiljö.